# ساچیکو سوگیاما
ساچیکو سوگیاما (انگلیسی: Sachiko Sugiyama؛ زادهٔ ۱۹ اکتبر ۱۹۷۹) بازیکن والیبال زن اهل ژاپن است.